# NXT TakeOver
L’édition 2014 de NXT Takeover est une manifestation de catch (lutte professionnelle) diffusée sur WWE Network et visible uniquement en paiement à la séance.
L'événement, produit par la World Wrestling Entertainment (WWE), a eu lieu le 29 mai 2014 à l'université Full Sail à Winter Park, en Floride et met en avant les membres de NXT, le club-école de la fédération.
Il s'agit de la première édition de NXT Takeover, et est également le deuxième spectacle de NXT en paiement à la séance sur le WWE Network.

## Contexte
Les spectacles de la WWE en paiement à la séance sont constitués de matchs aux résultats prédéterminés par les scénaristes de la WWE. Ces rencontres sont justifiées par des storylines une rivalité avec un catcheur, la plupart du temps ou par des qualifications survenues dans les émissions de la WWE comme WWE NXT. Tous les catcheurs possèdent un gimmick, c'est-à-dire qu'ils incarnent un personnage gentil ou méchant, qui évolue au fil des rencontres. Un spectacle comme NXT Takeover est donc un événement tournant pour les différentes storylines en cours.

### Tableau des matchs
| #                                                                | Matchs,                                                          | Stipulation                                            | Durée |
| ---------------------------------------------------------------- | ---------------------------------------------------------------- | ------------------------------------------------------ | ----- |
| Dark                                                             | Bayley bat Sasha Banks                                           | Match simple                                           |       |
| 1                                                                | Adam Rose bat Camacho                                            | Match simple                                           | 5:12  |
| 2                                                                | The Ascension (Konnor et Viktor) (c) battent El Local et Kalisto | Match par équipe pour le NXT Tag Team Championship     | 6:16  |
| 3                                                                | Tyler Breeze bat Sami Zayn                                       | Match simple pour devenir aspirant au NXT Championship | 15:52 |
| 4                                                                | Charlotte (avec Ric Flair) bat Natalya (avec Bret Hart)          | Match simple pour le vacant NXT Women's Championship   | 16:50 |
| 5                                                                | Adrian Neville (c) bat Tyson Kidd                                | Match simple pour le NXT Championship                  | 20:57 |
| (c) désigne le(s) champion(s) défendant son titre dans le match. |                                                                  |                                                        |       |